# Bosc-Bénard-Commin

Bosc-Bénard-Commin este o comună în departamentul Eure, Franța. În 1 ianuarie 2017 avea o populație de 319 de locuitori.